# التعليم الخاص في السعودية
التعليم الخاص، ويقصد به التعليم الذي توفره حكومة المملكة العربية السعودية بالمجان لذوي الإعاقة داخل البلاد.

## البدايات
بدأت تجربة الحكومة السعودية في التعليم الخاص منذ عام 1380هـ/1960من واستهدفت الحكومة النهوض بذوي الإعاقة باختلاف أنواع إعاقتهم عبر أحدث الأساليب العلمية للرعاية الجسمية والعقلية والنفسية. ونالت هذه التجربة الإنسانية التفاعل على المستوى المحلي والدولي بتعاون كافة الهيئات والمؤسسات الحكومية المختصة من جهة والعمل الخيري من جهة أخرى.
وانطلقت الحكومة السعودية في تقديم هذه الخدمة الإنسانية من منطلق الشريعة الإسلامية التي تحث على تكريم الإنسان ورعايته. كما أكدت وثيقة ( سياسة التعليم في المملكة العربية السعودية) على حقوق ذوي الإعاقة ورعايتهم وتشجيعهم حسب قدراتهم وطاقاتهم. وفي سبيل تنفيذ هذه السياسة وفرت الحكومة السعودية جميع الإمكانات لإنشاء المعاهد وزودتها بما تحتاجه من تجهيزات ووسائل تعليمية عصرية ومكتبات متخصصة، ووضعت المقررات الدراسية على أسس علمية خاصة تتوافق مع احتياجات وإمكانات كل فئة نوع الإعاقة وحجمها واستعداد أصحابها للتلقي والتدريب.
وقامت الحكومة السعودية بإنشاء العديد من الهيئات والمؤسسات والمراكز الحكومية في مختلف مناطق المملكة العربية السعودية، وتنقسم المنشآت حسب نوعية خدماتها إلى:
- مراكز التأهيل الاجتماعي.
- مراكز التأهيل المهني.
- مراكز التأهيل الطبي.
- مراكز التأهيل الشامل.
- المؤسسات والجمعيات الخيرية.
- المعاهد والمؤسسات التعليمية.[1]

## المعاهد والمؤسسات التعليمية
تشرف وزارة التعليم على برامج التعليم والتأهيل لذوي الإعاقة، وقد برزت ثلاثة أنواع من المعاهد التعليمية المتخصة وهي:
- معاهد النور:

تهتم هذه المعاهد بتقديم التعليم للمكفوفين من البنين والبنات، وتم توزيع هذه المعاهد في كافة مناطق المملكة العربية السعودية ، كما تم دمج الطلاب المكفوفين بشكل كامل في المرحلة الثانوية بالتعليم العام، ومن المواد المدخلة لتعليم هذه الفئة مادة فن التحرك وإدراك الاتجاهات في المرحلة الابتدائية، ومادة الآلة الكاتبة بالمرحلتين المتوسطة والثانوية، والحاسب الآلي في المرحلة الثانوية. كما تم تزويد معاهد النور كافة بمكتبات ناطقة لتسجيل المقررات الدراسية على أشرطة كاسيت. ويلاحظ أن تعليم المكفوف يبدأ تدريجيًا حتى يصل إلى المرحلة الجامعية دون عوائق.
- معاهد الأمل:

تهتم هذه المعاهد بتقديم البرامج التربوية والتعليمية والتأهيلية والثقافية للطلاب الصُم وضعاف السمع من البنين والبنات. وتتوزع هذه المعاهد في كل من: الرياض، والمدينة المنورة والمنطقة الشرقية والغربية.
وتم تطوير المناهج التعليمية في معاهد الأمل في المراحل كافة لتتفق مع الخطة الدراسية في التعليم العام، كما تم استخدام الأبجدية الإشارية العربية الموحدة للحروف والأرقام في معاهد الأمل للصُم، وتم إنشاء مرحلة ثانوية للصم، وتم افتتاح فصول محو أمية لكبار السن من الصم.
- معاهد التربية الفكرية:

وتستهدف هذه المعاهد تعليم وتدريب وتأهيل فئة ذوي الإعاقة العقلية والقابلين للتعليم من البنين والبنات، وتتوزع المعاهد في مختلف مناطق المملكة العربية السعودية، وتم تطوير خطط ومناهج الطلاب المختلين عقليًا في مرحلتي التهيئة والابتدائية.

## النتائج
استطاعت الحكومة السعودية تقديم خدمات متميزة في لذوي الإعاقة على تنوع إعاقاتهم، فقدمت وطورت رعايتهم من النواحي الاجتماعية، والرياضية ، والصحية والمادية والترويحية خصوصًا للطلبة ذوي الإعاقة لتمكينهم من الاندماج مع أقرانهم العاديين ، وبهذا الاهتمام استطاع الشخص من ذوي الإعاقة في السعودية أن ينتقل من مرحلة الرعاية إلى مرحلة المشاركة في الحياة الاقتصادية ليعتمد على ذاته ويستقل ماديًا، وقد قدمت الحكومة في سبيل ذلك العديد من التسهيلات والامتيازات في إيجاد فرص التوظيف والتشغيل في الوظائف الحكومية، وتقديم منح وإعنات مالية تقدر بـ (50) ألف ريال لكل شخص من ذوي الإعاقة للقيام بمشروع فردي أو جماعي على أن يكون مؤهل مهنيًا. كما صرفت الحكومة السعودية معونة مالية للشخص من ذوي الإعاقة ممن لا يستفيد من برامج التعليم والتأهيل وتتراوح هذه المعونة مابين ( 6-10) آلاف ريال سنويًا. كما تم تخفيض أجور السفر والتنقل على الطائرات والقطارات والبواخر ووسائل النقل الجماعي للأشخاص ذوي الإعاقة بنسبة 50%.

## وصلات خارجية
- المساواة في التعليم للأشخاص ذوي الإعاقة